# Kaplica św. Zofii w Krakowie
Kaplica św. Zofii – świątynia, która znajdowała się na podkrakowskim Kazimierzu od prawdopodobnie XV w. do XVIII w., przy kościele św. Michała na Skałce.

## Historia
Kaplica po raz pierwszy wzmiankowana jest pod koniec XVI w. jako drewniana budowla, znajdująca się na cmentarzu przy kościele św. Michała na Skałce, obok tzw. sadzawki św. Stanisława. Zapewne powstała w drugiej połowie XV w. staraniem miejscowych paulinów. W drugiej połowie XVII w. znajdowała się w ruinie, miała zostać odbudowana lub została odbudowana w 1678. Jej zburzenie wiąże się z budową obecnego kościoła św. Michała – nastąpiło to w latach 30. XVIII w. lub między 1745 a 1751, kiedy konsekrowano nową świątynię, a kaplica św. Zofii, stanowiąca miejsce ceremonii pogrzebowych, stała się zbędna.